# Queer as Folk (serie de televisión de 2022)
Queer as Folk es una serie de televisión estadounidense del género dramático creada y producida por el servicio bajo demanda Peacock. La serie es una nueva adaptación de la serie británica Queer as Folk estrenada en 1999 y creada por Russell T Davies, la cual fue previamente adaptada (Queer as Folk) y emitida durante cinco temporadas por Showtime. Fue estrenada el 9 de junio de 2022. El 23 de septiembre de 2022, Peacock anunció la cancelación de la serie tras una temporada.

## Premisa
Ambientada en Nueva Orleans, la serie sigue a un grupo diverso de amigos siguiendo sus respectivas vidas, las cuales se ven alteradas, al vivir un tiroteo en un club nocturno queer llamado Babylon. El grupo lucha contra la vulnerabilidad, la adicción, el duelo y las relaciones.

## Elenco

### Protagonista
- Fin Argus como Mingus, adolescente  de género no binario quién se presenta al concurso de drag queen, en la noche del tiroteo en Babylon.
- CG como Shar, mujer de Ruthie. Batería en una banda.
- Jesse James Keitel como Ruthie O'Neil, mejor amiga de Brodie desde el instituto y pareja de Shar. Ruthie es una mujer trans y una profesora de inglés en el instituto de Mingus.
- Ryan O'Connell como Julian Beaumont, hermano de Brodie y mantiene una relación en secreto con Noah.
- Johnny Sibilly como Noah Hernandez, expareja de Brodie. Abogado, quién después de la noche del tiroteo, sufre de una fuerte adicción ocasionada por la depresión y la muerte de Daddius.
- Devin Way como Brodie Beaumont, deja la universidad para retornar a NOLA. Brodie protege a Mingus en la noche del tiroteo salvándole la vida.

### Recurrente
- Kim Cattrall como Brenda Beaumont, madre de Brodie y Julian.
- Juliette Lewis como Judy, madre de Mingus.
- Ed Begley Jr. como Winston Beaumont, padre de Brodie y Julian.
- Armand Fields como Bussy, drag queen quién trabaja en Babylon organizando concursos y clases de drag.
- Chris Renfro como Daddius Miller, mejor amigo de Brodie y de Noah.
- Eric Graise como Marvin, amigo de Brodie y Mingus. Lucha por la accesibilidad y la visibilidad de las personas con discapacidades disfuncionales dentro del colectivo LGBT.
- Sachin Bhatt como Ali, novio de Marvin.
- Benito Skinner como Jack Cole Jordan.

### Invitado
- Nyle DiMarco como Leo.
- Big Freedia como él mismo.
- Lukas Gage como Eric.
- Megan Stalter como Meg.
- Olli Haaskivi como George.
- Calvin Seabrooks como Taylor.

## Episodios
| N.º | Título                        | Dirigido por      | Escrito por                    | Fecha de emisión original |
| --- | ----------------------------- | ----------------- | ------------------------------ | ------------------------- |
| 1   | «Babylon»                     | Stephen Dunn      | Stephen Dunn                   | 9 de junio de 2022        |
| 2   | «Blocked»                     | Satya Bhabha      | Jaclyn Moore & Brontez Purnell | 9 de junio de 2022        |
| 3   | «Welcum to the Hellmouth»     | Satya Bhabha      | Stephen Dunn & Des Moran       | 9 de junio de 2022        |
| 4   | «#F*ck Disabled People»       | Brian Dannelly    | Ryan O'Connell & Alyssa Taylor | 9 de junio de 2022        |
| 5   | «Choke»                       | Brian Dannelly    | Roxane Gay & Azam Mahmood      | 9 de junio de 2022        |
| 6   | «Pretend You're Someone Else» | Ingrid Jungermann | Jaclyn Moore & Sarah Link      | 9 de junio de 2022        |
| 7   | «Problemática»                | Stephen Dunn      | Stephen Dunn & Ryan O'Connell  | 9 de junio de 2022        |
| 8   | «Sacrilege»                   | Stephen Dunn      | Des Moran & Maia Golden        | 9 de junio de 2022        |

## Producción

### Desarrollo
En diciembre de 2018, se anunció que Bravo había puesto en desarrollo un reinicio de Queer as Folk con Stephen Dunn listo para escribir y dirigir y con Russell T. Davies como productor ejecutivo. En agosto de 2019, se anunció que la serie estaba ahora en desarrollo en Peacock. En abril de 2021, Peacock ordenó la serie.
Dunn ha indicado que esta encarnación de la serie se inspiró directamente en la serie original de Davies como un "punto de partida", afirmando que no tuvo en cuenta la adaptación de Showtime. Dunn comenzó el guion mientras estaba aislado en el condominio de su madre en St. John's, Terranova y Labrador debido al COVID-19.

### Rodaje
La fotografía principal comenzó en octubre de 2021 en Nueva Orleans, Luisiana.

## Lanzamiento
La serie fue lanzada el 9 de junio de 2022 en Peacock. En Australia, la serie se estrenó en Stan el 10 de junio de 2022. La serie se transmitirá en Canadá en Showcase a partir del 26 de junio de 2022, como parte del acuerdo de salida del propietario Corus Entertainment con NBCUniversal para la programación original de Peacock. Starzplay recogió la serie para su distribución en el Reino Unido, varios países de Europa continental y América Latina. En el Reino Unido se estrenó el 1 de julio de 2022 y en otros territorios el 31 de julio de 2022.